# Christoph Thomann

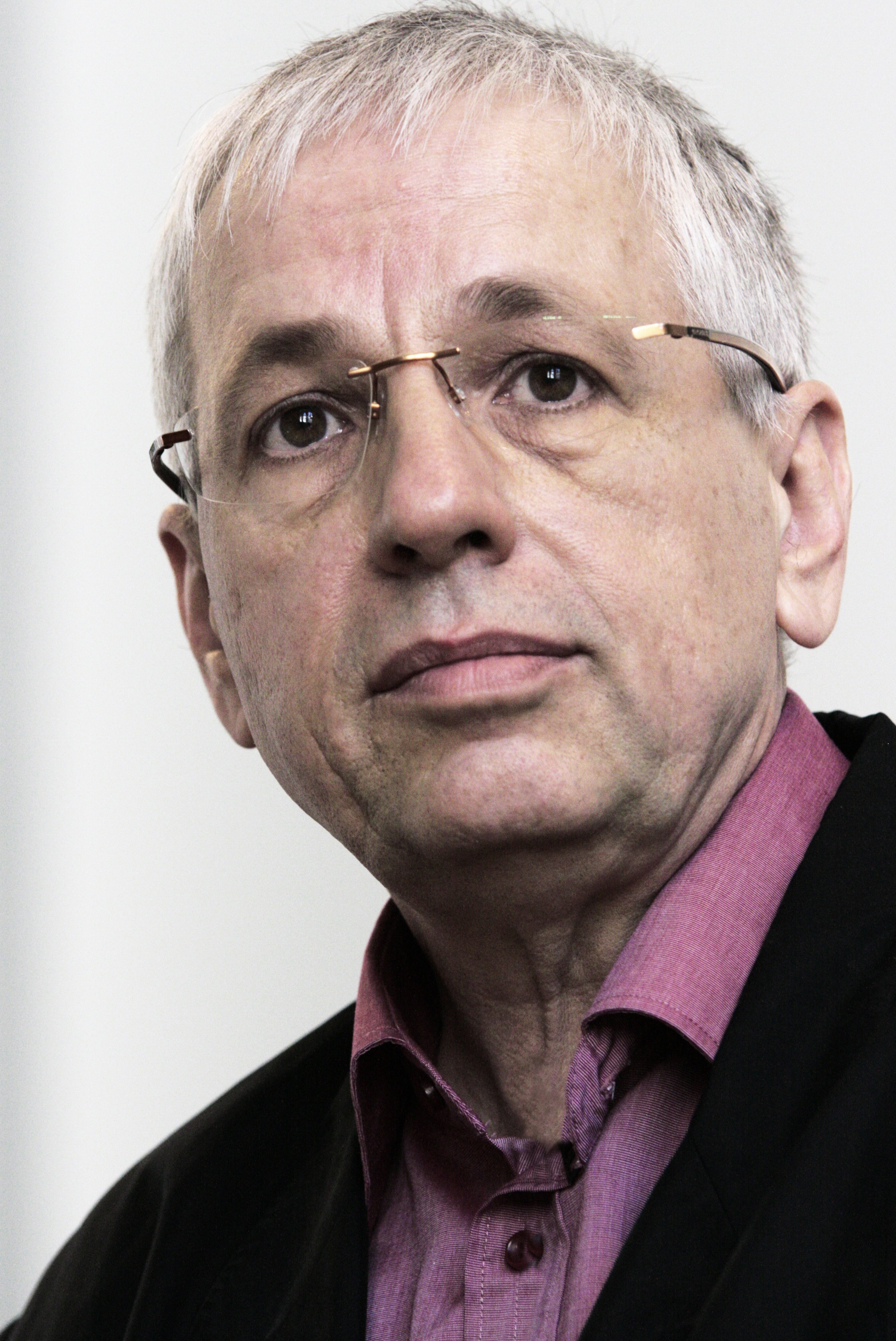
Christoph Thomann

Christoph Thomann (* 1950 in Bern) ist ein Schweizer Psychologe, der in den 1980ern die Mediationsmethode Klärungshilfe begründete.
Er studierte an der Universität Freiburg in Freiburg im Üechtland Psychologie und promovierte später an der Universität Hamburg bei Friedemann Schulz von Thun. Darauf aufbauend erweiterte er seine Kenntnisse durch Ausbildungen in Kommunikationspsychologie, Themenzentrierter Interaktion, Gestalttherapie und Psycholyse.
Seit 30 Jahren ist er als Konfliktmoderator tätig, anfangs in seiner psychotherapeutischen Praxis als Paartherapeut, später dann als Moderator in Unternehmen. Im Laufe der Jahre entwickelte er aus verschiedenen Ansätzen seine eigene Methode für die Moderation in schwierigen Situationen, die Klärungshilfe genannt wird. Hierzu liegen inzwischen mehrere Veröffentlichungen von ihm vor. Auch das Riemann-Thomann-Modell geht mit auf ihn zurück.
Auch ist er Redner auf Kongressen, bspw. beim „Bundeskongress Mediation“ des Bundesverbandes Mediation. Zudem leitet er regelmäßig Seminare, die im Rahmen der Fort- und Ausbildung zur Klärungshilfe abgehalten werden.